# Ella Blix
Ella Blix ist das gemeinsame Pseudonym der deutschen Schriftstellerinnen Antje Wagner (* 1974) und Tania Witte. Ihr erster Roman Der Schein wurde für die Goldene Leslie 2019 nominiert. Ihr zweiter Roman Wild. Sie hören dich denken erhielt das White-Ravens-Prädikat der Internationalen Jugendbibliothek.

## Werke
- Wild. Sie hören dich denken. Roman. Arena Verlag, Würzburg 2020, ISBN 978-3-401-60510-4
- Der Schein. Roman. Arena Verlag, Würzburg 2018, ISBN 978-3-40160-413-8